# Favij
Favij, pseudonimo di Lorenzo Ostuni (AFI: /faviˈd͡ʒɛi/; Torino, 7 aprile 1995), è uno youtuber italiano.
È stato il primo youtuber italiano a superare il milione di iscritti, ed è considerato uno dei creator più influenti in Italia. Nel 2025 il suo canale YouTube conta oltre 6 milioni di iscritti.

## Biografia
Nato a Torino il 7 aprile 1995, si trasferisce con la famiglia a Mappano all'età di tre anni. Durante i primi anni della sua carriera, dichiarava di abitare a Borgaro Torinese.  Si è diplomato in informatica presso l'ITIS Carlo Grassi di Torino nel 2014. In seguito, dopo il trasferimento a Milano nel 2015, ha spiegato di aver fornito quella località, più grande di Mappano, per proteggere la propria privacy, rendendo più difficile individuare la sua abitazione.

## Carriera
La prima interazione di Lorenzo Ostuni con YouTube avvenne nel 2007, quando caricò sulla piattaforma un video del suo acquario. Il nome "Favij" deriva dallo pseudonimo di un giocatore incontrato su World of Warcraft durante una partita online; apprezzato il nickname, Ostuni decise di adottarlo come proprio nome d'arte su YouTube.
Nel 2011, Ostuni creò insieme a due amici il canale YouTube TheSharedGaming, dove pubblicò alcuni video di gameplay. Alla fine del 2012, aprì il suo canale personale, FavijTV, continuando la sua attività da solo.
Nel corso degli anni, il suo canale raggiunse il milione di iscritti, con conseguente assegnazione del Silver Creator Award da YouTube nel 2013 e del Gold Creator Award nel 2014.
Nel 2015, Favij fece il suo debutto cinematografico nel film Game Therapy, diretto da Ryan Travis, nel quale ricopriva il ruolo di protagonista. Nello stesso anno pubblicò il suo primo libro, Sotto le cuffie, edito da Arnoldo Mondadori Editore, che ha venduto più di 100.000 copie. Sempre nel 2015, Panini gli dedicò una serie di figurine da collezionare, che vendettero un milione e mezzo di esemplari nel giro di un mese.
Nel 2016, Favij intraprese la sua prima esperienza televisiva nel game show Social Face su Sky Uno, mentre iniziava a ricoprire piccoli ruoli come doppiatore in film d'animazione. Inoltre, sempre nel 2016, Giochi Preziosi lanciò una linea di cartotecnica con la sua immagine.
Nel 2017, Favij divenne uno dei giudici del Just Dance World Cup.
Nel 2018, pubblicò il suo secondo libro, The Cage. Uno di noi mente, edito da Mondadori Electa, che raggiunse il primo posto nella classifica dei romanzi italiani. Nello stesso anno, partecipò al documentario Social Dream, diretto da Tak Kuroha, trasmesso da Sky Italia. Nel dicembre 2018, il canale YouTube di Favij superò i 5 milioni di iscritti, diventando il primo canale italiano per numero di iscritti Nello stesso mese, partecipò a una breve comparsa nel controverso YouTube Rewind 2018, noto per essere diventato il video con più "non mi piace" nella storia di YouTube.
Nel 2019, lanciò un nuovo canale YouTube chiamato JIVAF, che ottenne 183.686 iscritti nelle prime 24 ore, stabilendo un nuovo record in Italia. Il canale fu successivamente ribrandizzato in LORE nel settembre 2023.
Nel dicembre 2021, Favij tornò al cinema con una comparsa nel film Mollo tutto e apro un chiringuito.
Nel settembre 2023, dopo una pausa dalla sua attività su YouTube per concentrarsi sulla vita privata, Favij intraprese una carriera musicale con lo pseudonimo LORE, pubblicando il singolo Anche meno.

## Filmografia

### Cinema
- Game Therapy, regia di Ryan Travis (2015)
- Mollo tutto e apro un chiringuito, regia di Pietro Belfiore, Davide Bonacina, Andrea Fadenti, Andrea Mazzarella e Davide Rossi (2021)

### Videoclip
- Ti amo inutilmente - Antonello Venditti (2015)
- Tu sei - Gabry Ponte feat. Danti (2017)
- 07 - iPantellas (2022)

## Discografia

### Singoli
- 2023 – Anche meno (come LORE)
- 2025 – Sfigati al Tomorrowland (come LORE)

## Doppiaggio
- Zed in Ratchet & Clank (2016)
- Jimmy in Ralph spacca Internet (2018)
- Spiritello in Onward - Oltre la magia (2020)

## Programmi televisivi
- Social Face, Sky Uno (2016-2018)
- Just Dance World Cup, Real Time (2017) – Giudice
- Fufforial, Sky Uno (2018, 1º episodio)
- Social Dream, Sky Generation (2018)

## Premi e riconoscimenti
- Webboh Awards
  - 2019, categoria Gamer (vinto)
- Web Show Awards
  - 2014, categoria Gamers (vinto)
- Web Star Awards
  - 2017, categoria Gameplay (nominato)

## Opere
- Sotto le cuffie, collana Webstar, Mondadori Electa, 2015, ISBN 978-88-918-0269-9.
- The Cage. Uno di noi mente, collana Madeleines, Mondadori Electa, 2018, ISBN 978-88-918-1507-1.
- The Cage. L'arena, Mondadori Electa, 2020, ISBN 978-88-918-2091-4.